# Librsvg
librsvg — свободная программная библиотека отрисовки векторной графики в формате SVG, написанная как часть проекта GNOME. Библиотека распространяется на условиях LGPL.
Librsvg использует Cairo для вывода начиная с версии 2.13.0.
Librsvg разработана и используется в рабочем столе GNOME; однако, библиотека используется многими другими программами для работы с векторной графикой в формате SVG. Mediawiki — движок, на котором работает Википедия — использует librsvg для отрисовки изображений в формате SVG.